# Leichardtia leptophylla
Leichardtia leptophylla là một loài thực vật có hoa trong họ La bố ma. Loài này được (F. Muell. ex Benth.) Bullock mô tả khoa học đầu tiên năm 1956.